# Đội tuyển bóng chuyền nữ U-19 quốc gia Việt Nam
 Đội tuyển bóng chuyền U19 nữ quốc gia Việt Nam đại diện cho Việt Nam trong các giải đấu bóng chuyền nữ U19 và U18. Đội tuyển được điều hành và quản lý bởi Liên đoàn bóng chuyền của Việt Nam (VFF)  là thành viên của Liên đoàn bóng chuyền châu Á (AVC) và Liên đoàn bóng chuyền quốc tế (FIVB).

## Lịch sử thi đấu

### Giải vô địch Thế giới
- 1989 — Không tham dự
- 1991 — Không tham dự
- 1993 — Không tham dự
- 1995 — Không tham dự
- 1997 — Không tham dự
- 1999 — Không tham dự
- 2001 — Không tham dự
- 2003 — Không tham dự
- 2005 — Không đủ điều kiện
- 2007 — Không tham dự
- 2009 — Không tham dự
- 2011 — Không đủ điều kiện
- 2013 — Không đủ điều kiện
- 2015 — Không đủ điều kiện
- 2017 — Không tham dự
- 2019 — Không tham dự
- / 2023 — Không tham dự

### Giải vô địch châu Á
- 1997 — Không tham dự
- 1999 — Không tham dự
- 2001 — Không tham dự
- 2003 — Không tham dự
- 2005 — Hạng 7
- 2007 — Không tham dự
- 2008 — Không tham dự
- 2010 — Hạng 10
- 2012 — Hạng 9
- 2014 — Hạng 12
- 2017 — Không tham dự
- 2018 — Không tham dự
- 2022 — Không tham dự

### VTV Cup
- 2017 — Hạng 6